# ビガン
ビガンは、フィリピンのイロコス・スル州（南イロコス州）の州都。

## 概要
ルソン島、マニラの北、約400kmにある都市。16世紀からのスペインによる統治下で商業、貿易の拠点として栄える。スペイン統治時代の街の名前は、シウダー・フェルナンディナ (Ciudad Fernandina) 。このころ築かれた街並みは、スペイン、中国、ラテンアメリカの影響を受けているといわれている。太平洋戦争時、ビガンの街並みは奇跡的に戦渦を逃れた。1999年、旧市街地が、ビガン歴史都市としてユネスコの世界遺産（文化遺産）に登録された。新・世界七不思議（都市版）に選ばれた都市の１つである。